# Ludwig August Kraus

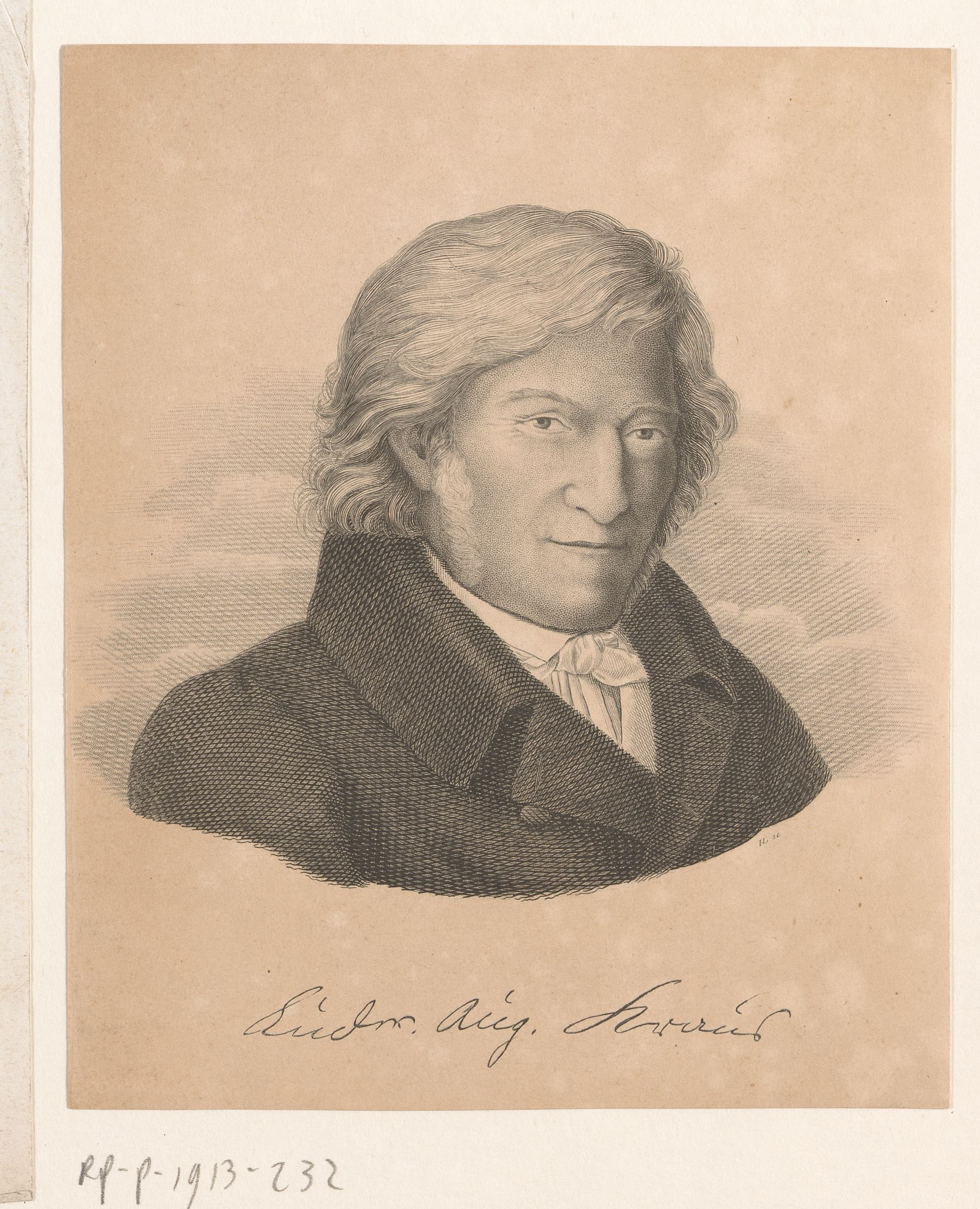
Ludwig August Kraus

Eberhard Ludwig August Kraus (* 12. Dezember 1777 in Helmstedt; † 5. Oktober 1845 in Göttingen) war ein deutscher Mediziner und Autor.

## Leben und Wirken
Kraus, dessen Vater Lohngärtner in Erxleben war, besuchte ein Gymnasium in Braunschweig. Ab 1800 studierte er Medizin am dortigen Collegium Carolinum, wechselte aber noch im selben Jahr an die Universität Helmstedt und studierte ab dem Sommersemester 1802 an der Georg-August-Universität Göttingen. Mit einer Sondergenehmigung  hielt er schon ab 1806 in Göttingen Vorlesungen (über Heilmittel und Gerichtsmedizin), obwohl sich seine Promotion (Dr. med. legens) bis 1808 verzögerte. Außerdem veröffentlichte er schon als Student zahlreiche Schriften, so dass auf eine Inauguraldissertation verzichtet wurde. Wegen seiner altphilologischen Kenntnisse – die ihm später bei seinem etymologischen Wörterbuch der Medizin zugutekamen – wurde er 1809 in Helmstedt zum Dr. phil. h. c. promoviert.
Er war Privatdozent (ohne Gehalt) an der Georg-August-Universität Göttingen, wurde allerdings nie Professor. Sein erster Antrag auf eine Professur wurde 1815 abgelehnt, und auch 1836 scheiterte er. Als sein Freund Konrad Langenbeck 1815 als Generalarzt der hannoverschen Truppen am Feldzug gegen Napoleon teilnahm, leitete Kraus dessen chirurgisches Hospital und die Anatomie in Göttingen. 1831 war er einer der Anführer einer Gruppe des Göttinger Kleinbürgertums, die mit einer Petition in Hannover dem schlechten Eindruck der Januar-Unruhen desselben Jahres in Göttingen entgegentreten wollte. Das brachte ihm allerdings in seiner Karriere später keine Vorteile. 1838 erhielt er auf Fürsprache seines Freundes Konrad Johann Martin Langenbeck nur eine einmalige Zahlung von 100 Reichstalern. 1844 bekam er nach einer Bittschrift aufgrund von Krankheit und Verarmung weitere 100 Taler und in seinem Sterbejahr 1845 noch einmal 30 Reichstaler.
Er blieb in Göttingen, um die Bibliotheksbestände zu nutzen, und lehnte Angebote anderer Universitäten ab. Außerdem war er ein erfolgreicher praktischer Arzt in Göttingen – nach dem Nekrolog der Deutschen gewann er durch „mehrere glückliche Kuren einen bedeutenden Ruf“. Als Hochschullehrer las er vor allem über Heilmittellehre sowie über Nosologie und Therapie. Wegen „einer schweren und langwierigen Krankheit“ stellte er 1845 seine Lehre ein und musste, „um den Druck nicht zu unterbrechen, die Revision des beinahe fertigen Manuscriptes andern Händen überlassen.“

## Buchautor
Ludwig August Kraus ist bekannt als Verfasser des Kritisch-etymologischen medicinischen Lexikons, zuerst 1821 erschienen. Er sah sich dazu wegen vielfacher etymologischer Missgriffe von Medizinern bei altgriechischen Fachausdrücken und abnehmender Qualität von zeitgenössischen Wörterbüchern veranlasst und meinte die rund 20.000 bis 30.000 Fachausdrücke aus dem Griechischen in Medizin und Naturwissenschaften auf rund 100 Wurzeln reduzieren zu können. Die dritte Auflage von 1844 umfasste auch Begriffe in Lateinisch und aus orientalischen Sprachen. Häufig zitierte er ohne Übersetzung antike Ärzte wie Hippokrates von Kos und Galenos von Pergamon. Oft kritisierte und „korrigierte“ er sprachlich falsch (oder „übel“, wie er es nannte) gebildete medizinische Fachbegriffe. 1834 ließ er ein Handwörterbuch der Medizin folgen (mit Synonymen in den gängigsten alten und neuen Sprachen), von dem aber nur das erste Heft erschien. Daneben veröffentlichte er Bücher über Heilmittellehre, Gerichtsmedizin, Scheintod und unter anderem über geeignete Maßnahmen angesichts der damals verbreiteten Furcht, lebendig begraben zu werden.
Kraus war Rezensent der Göttinger Gelehrten Anzeigen.

## Privates
Er war verheiratet. Die viel jüngere Witwe, die bei ihm Dienstmagd gewesen war, erlernte nach seinem Tod den Beruf der Hebamme.

## Schriften
- Rettungstafeln bei Scheintodten und plötzlich Verunglückten, vorzüglich für Nichtärzte entworfen, Braunschweig und Helmstedt, 2. Auflage 1802
- Preußische Pharmakopoe, aus dem Lateinischen mit Zusätzen, Braunschweig 1803
- Tabellarische Anweisungen zu gerichtlichen Leichenuntersuchungen, für gerichtliche Ärzte und Wundärzte und für Rechtsgelehrte, Braunschweig: C. C. Fleckeisen 1804
- Über die Wirkung und den Gebrauch der narkotischen und scharfen Mittel, Göttingen 1811
- Grundriss der Allgemeinen Biodynamik, Göttingen 1820
- Wissenschaftliche Übersicht der gesammten Heilmittellehre, Göttingen 1831
- Kritisch-etymologisches medicinisches Lexikon
  - Göttingen, 2 Bände 1832
  - Nachträge Göttingen, 2 Hefte 1838
  - Kritisch-etymologisches medicinisches Lexikon, oder Erklärung des Ursprungs der besonders aus dem Griechischen, dem Lateinischen und aus den Oriental. Sprachen in die Medicin und in die zunächst damit verwandten Wissenschaften aufgenommenen Kunstausdrücke […], zugleich als Beispielsammlung für jede Physiologie der Sprache. 3. Auflage. Verlag der Deuerlich- und Dieterichschen Buchhandlung, Göttingen 1844, 1101 Seiten, Digitalisat der Ausgabe von 1844,  Internet Archive
  - zuerst als: Kritisch-etymologisches Lexikon für die in der Sprache der Ärzte am häufigsten vorkommenden Wörter griechischen Ursprungs, mit besonderer Rücksicht der Berücksichtigung der in die wichtigeren neueren Schriften aufgenommenen wichtigen Kunstausdrücke. Rudolph Deuerlich, Wien 1821 (666 Seiten); 2. stark erweiterte Auflage 1826.
- Allgemein umfassendes medicinisches Handlexikon für Ärzte, Wundärzte, Apotheker und Gebildete jedes Standes, Heft 1, Göttingen 1834
- mit Philipp von Hagen: Der torpide Croup, die gefahrvollste Art der häutigen Bräune, Göttingen 1833
- Das kunstgemäße Heilmittelverordnen, mit vielen Beispielen und beiläufiger Receptkritik, Göttingen 1834
- Praktische Anweisungen zu gerichtlichen Leichenuntersuchungen, Göttingen 1837
- Freihefte für wissenschaftliche Kritik und Antikritik in der Natur- und Heilkunde, Heft 1, Göttingen 1837
- mit Philipp von Hagen: Über eine neue Krätze und die Cur des bösartigen Kopfgrindes, Göttingen 1837
- Das Sterben im Grabe und das sicherste Mittel dagegen, Helmstedt 1837
- Über Neurophengos, Spinterismus, Iridoeinesis und ähnliche Erscheinungen im Auge, Göttingen 1837
- Allgemeine Nosologie und Therapie, 2 Bände, Göttingen 1838/39

Er gab – mit eigenen Zusätzen – die Praktische (1811, 1819) und die Chirurgische Arzneimittellehre (1818) von Justus Arnemann heraus, außerdem eine Abhandlung von Charles Bedham (17. April 1780 – 10. November 1845) über Bronchitis aus dem Englischen (1815), ein Buch über die Behandlung von Neuralgien (1837), ein Buch über Lungenentzündungen (1833) von P. A. Piorry (Universität Paris) und die deutsche Ausgabe der Anfangsgründe der Physiologie von Charles L. Dumas (2 Bände 1807). Der Göttinger Hochschullehrer Justus Arnemann hatte Göttingen 1802 überschuldet verlassen und war 1806 in Hamburg durch Suizid verstorben und Kraus konnte sich durch Bearbeitung von dessen Schriften einen festen Platz als Dozent an der Göttinger Universität sichern.